# Lasioglossum rufopantex
Lasioglossum rufopantex là một loài Hymenoptera trong họ Halictidae. Loài này được Engel mô tả khoa học năm 2001.